# Oleg Alekszejevics Protopopov
Oleg Alekszejevics Protopopov, oroszul: Олег Алексеевич Протопопов (Leningrád, 1932. július 16. – 2023. november 3.) olimpiai és világbajnok szovjet-orosz műkorcsolyázó. A korabeli magyar sajtóban Protapopov írásmóddal szerepel.

## Pályafutása
Ljudmila Belouszovával alkotott egy párt a jégen és az életben is. 1957 decemberében kötöttek házasságot. 1954 és 1973 között versenyeztek együtt.  Az 1964-es innsbrucki és az 1968-as grenoble-i olimpián aranyérmet nyertek. 1962 és 1964 között három-három világ- és Európa-bajnoki ezüstérmet szereztek. 1965 és 1968 között négy-négy alkalommal sorozatban világ- és Európa-bajnokok voltak. 1969-ben világbajnoki bronz- és Európa-bajnoki ezüstéremmel búcsúztak a nemzetközi versenyektől. Összesen hat szovjet bajnoki címet nyertek.
1979. szeptember 24-én Protopopov és Belouszova politikai menedékstátuszt kért Svájcban.
Grindelwaldban telepedtek le és 1995-ben kapták meg a svájci állampolgárságot. 2003. február 25-én, 23 év után utaztak ismét Oroszországba.

## Eredményei
| Esemény           | 1954–55 | 1955–56 | 1956–57 | 1957–58 | 1958–59 | 1959–60 | 1960–61 | 1961–62 | 1962–63 | 1963–64 |
| ----------------- | ------- | ------- | ------- | ------- | ------- | ------- | ------- | ------- | ------- | ------- |
| Olimpiai játékok  |         |         |         |         |         | 9.      |         |         |         | 1.      |
| Világbajnokság    |         |         |         | 13.     |         | 8.      |         | 2.      | 2.      | 2.      |
| Európa-bajnokság  |         |         |         | 10.     | 7.      | 4.      |         | 2.      | 2.      | 2.      |
| Szovjet bajnokság | 3.      | 4.      | 2.      | 2.      | 2.      |         | 2.      | 1.      | 1.      | 1.      |

| Esemény           | 1964–65 | 1965–66 | 1966–67 | 1967–68 | 1968–69 | 1969–70 | 1970–71 | 1971–72 |
| ----------------- | ------- | ------- | ------- | ------- | ------- | ------- | ------- | ------- |
| Olimpiai játékok  |         |         |         | 1.      |         |         |         |         |
| Világbajnokság    | 1.      | 1.      | 1.      | 1.      | 3.      |         |         |         |
| Európa-bajnokság  | 1.      | 1.      | 1.      | 1.      | 2.      |         |         |         |
| Szovjet bajnokság |         | 1.      | 1.      | 1.      | 2.      | 4.      | 6.      | 3.      |